# Randia malacocarpa
Randia malacocarpa är en måreväxtart som beskrevs av Paul Carpenter Standley. Randia malacocarpa ingår i släktet Randia och familjen måreväxter. Inga underarter finns listade i Catalogue of Life.